# Arnaud-Aaron Upinsky
Arnaud-Aaron Upinsky est le nom de plume de Henri Hedde dit d'Entremont, essayiste français né en 1944.   
Ses textes portent sur l'étude du pouvoir du langage dans divers domaines (sciences, art, littérature), sur des thèmes politiques (opposition au traité de Maastricht), culturel (opposition à une exposition de Jeff Koons, puis de Takashi Murakami au château de Versailles en 2010), ainsi que sur l'authenticité du linceul de Turin dans les années 1990,,.

## Activités
Arnaud-Aaron Upinsky se dit épistémologue,, linguiste, mathématicien,, et se présente comme ayant été consultant dans l'industrie informatique.
Il est docteur en philosophie depuis 2007, après avoir soutenu une thèse intitulée Principes mathématiques de philosophie politique.
En 2008, le journal Libération écrit à son propos : « Invité de Radio Courtoisie, il est l'auteur d'ouvrages bizarroïdes, mêlant thèmes traditionnels de l'extrême-droite parfumée d'intégrisme catho et d'occultisme, sur fond de menaces conspirationnistes. »

## Prises de positions

### Linceul de Turin
Une datation au carbone 14 du linceul de Turin a été effectuée en 1988, alors que le Saint Siège en était propriétaire depuis 1983 : elle conclut à une origine médiévale du suaire (XIIIe – XIVe siècle).

Arnaud-Aaron Upinsky écrit des livres et participe au symposium scientifique international sur le Linceul de Turin et, motu proprio,  il déclare avoir démontré scientifiquement que le Linceul de Turin est bien celui de Jésus de Nazareth. En 1990, il affirme notamment : 

« Ce n'est pas le Linceul qui est à l'épreuve de la Science, mais la Science à l'épreuve du Linceul. […] La part du suaire non réductible à notre science strictement rationnelle laisse entrevoir une chance inespérée de libérer la science officielle du ghetto dans lequel elle s'est laissée enfermer […] et de résoudre ainsi la contradiction épistémologique qui divise les sciences de la vie et celle de l'inerte. »

Ses conclusions ne sont partagées ni par l'Église catholique, qui s'en tient à l'analyse de 1988, ni par la majorité des scientifiques qui ne voient pas d'intérêt à étudier davantage ce sujet.
Il a été vice-président du Centre international d'études sur le linceul de Turin.

### Expositions au château de Versailles
En 2008, en s'opposant à l'exposition de Jeff Koons dans les grands appartements royaux du château de Versailles, il lance l'association Coordination Défense de Versailles, déclarant que cette exposition en ce lieu est une « souillure de ce que notre patrimoine et identité ont de plus sacré ». Son association se mobilise ensuite contre une exposition des œuvres de Takashi Murakami fin 2010, au même endroit, et il déclare à ce sujet : 

« On met notre patrimoine culturel au service d'intérêts étrangers. Jean-Jacques Aillagon joue les châtelains, toujours dans les jupes de la noblesse. En même temps, il promeut un art officiel new-yorkais alors que nous avons 40 000 artistes français marginalisés. »

Il est président de l’Union nationale des écrivains de France (UNIEF), association créée en 2007, et notamment à l'origine de la Coordination Défense de Versailles.

## Candidatures à l'Académie française
- En 2014, Arnaud-Aaron Upinsky se porte candidat au fauteuil 38 de l'Académie française, laissé vacant par le décès de François Jacob, et qui sera finalement attribué à Marc Lambron. Il obtient une voix au premier tour de scrutin[12].
- En 2016, il se porte de nouveau candidat, cette fois au fauteuil 5, laissé vacant par le décès d'Assia Djebar[13]. Battu par Andreï Makine, il obtient deux voix[14].
- Il se porte ensuite candidat au fauteuil 37, laissé vacant par le décès de René Girard en octobre 2016[15] ; il récidive au même fauteuil en mars 2017[16], puis en novembre 2017[17].
- En janvier 2020, il est de nouveau candidat, cette fois au fauteuil de Simone Veil mais n'obtient aucune voix[18].
- En 2025, il se représente, au fauteuil de Jean-Denis Bredin[19].

## Ouvrages
- 2 + 2 = 5, De nouvelles mathématiques pour une nouvelle société, GERS, 1977
- La Perversion mathématique, l'œil du pouvoir, Éditions du Rocher 1985
- Clefs pour les mathématiques, Éditions Seghers et Éditions Robert Laffont, 1988
- La Science à l'épreuve du linceul. La crise épistémologique, Éditions François-Xavier de Guibert (Œil), 1990
- La tête coupée, Le secret du Pouvoir, Éditions François-Xavier de Guibert (Œil), diffusion BOD, 1991
- Lettre ouverte à ceux qui croient (encore) que l'Europe c'est la paix, Éditions Albin Michel, 1992
- Le Procès en contrefaçon du linceul, Éditions François-Xavier de Guibert, 1993
- Le Syndrome de l'ortolan, appel au Président de la République pour qu’il révèle la guerre que nous font les États-Unis et sorte ainsi la France du piège européen, Éditions François-Xavier de Guibert, 1997
- L'Énigme du linceul. La prophétie de l'an 2000, éditions Fayard, 1998, Le Grand livre du mois, 1999
- Enquête au cœur de la censure, éditions du Rocher, 2003
- L'Église à l'épreuve du Linceul, Et vous qui dites-vous que je suis ? Éditions du BIEF, BOD, 2010
- Macron le Président Ventriloque, la Figure du Roi et la Magie politique, Éditions du BIEF, diffusion BOD, 2018
- Manifeste pour une nouvelle Académie, 12e lettre de candidature à l'académie française, Éditions du BIEF, diffusion BOD, 2025